# 玉川学园女子短期大学
玉川学园女子短期大学（日语：／ Tamagawa Gakugn Joshi Tanki Daigaku *），简称玉川短大，是过去一所位于日本东京都町田市的私立短期大学。

## 概要

### 简介
- 学校最早可以追溯到1929年即玉川学园的创立。短期大学为于1965年开办、由学校法人玉川学园经营。招生到2002年、停办于2004年[1][2]。

### 历史
- 1965年 玉川学园女子短期大学成立并同时设置教养科。
- 1967年 保育科成立。
- 1984年 保育科改编为幼儿教育科。
- 1994年 教养专攻成立于专科。
- 2002年 最后一年招生、次年停止招生（正式停办于2004年11月30日[2]）。

## 学校环境
- 校区：在了东京都町田市[注 1]

## 历任校长
- 小原国芳：第一代短期大学校长[3]

## 组织

### 学科
- 教养科
- 幼儿教育科

### 专科
| - 教养专攻 |

### 业余课程
| - 没有 |

## 知名校友
- 古濑绘理：自由播音员
- 田名部匡代：前国会议员
- 三田智子：竞技啦啦队
- 片冈圣子：演员
- 笛木优子：演员
- 家坂文子：前播音员

## 相关链接
- 日本短期大学列表